# Las amigas de Ágata
Las amigas de Ágata (título original Les amigues de l'Àgata) es una película española en idioma catalán dirigida por Laia Alabart, Alba Cros, Laura Ríus, Marta Verheyen, estrenada en 2015 y protagonizada por Marta Cañas, Carla Linares, Elena Martín y Victoria Serra.
Se trata del segundo largometraje que surge como trabajo final de carrera del grado de Comunicación Audiovisual de la UPF, supervisado por los cineastas Isaki Lacuesta, Elias León Siminiani y el crítico de cine Gonzalo de Lucas y es el retrato de un grupo de chicas de 20 años realizado a través de la mirada de la Ágata durante su primer año de estudios.

## Argumento
Ágata ha empezado a estudiar en la universidad, pero sigue viendo regularmente sus amigas de la escuela, con las que comparte fiestas, intimidades, viajes, bromas y discusiones. Un espacio privado lleno de recuerdos, que se confronta ahora a las nuevas amistades de la facultad y a los cambios que empieza a descubrir en ella misma. Desde su vida en Barcelona hasta un viaje a la Costa Brava, donde sentirá cómo se transforma el mundo que había creado con sus amigas de la infancia: Carla, Ari y Mar.

## Reparto
- Marta Cañas como Ari.
- Carla Linares como Mar.
- Elena Martín como Ágata.
- Victoria Serra como Carla.

## Sobre la película
Las amigas de Ágata se empezó a mover por festivales gracias a uno de los tutores, Elias Simiani, que envió la película al crítico de cine Jordi Costa, programador del festival Abycine, que después de visionarla decidió incluirla entre las cintas en competición. Poco después, se estrenó en Cataluña en el Festival de Cine de Autor de Barcelona donde se agotaron las entradas tres días antes de la proyección.

## Premios y nominaciones
| Premio                                                      | Categoría                                           | Resultado |
| ----------------------------------------------------------- | --------------------------------------------------- | --------- |
| Premios Gaudí (2017)                                        | Mejor película en lengua catalana                   | Nominada  |
| REGUERA – Festival Internacional de Cine de Tarragona       | Premio del Jurado Joven Mención especial del Jurado | Ganadora  |
| De A – Festival Internacional de Cine de Autor de Barcelona | Premio del público                                  | Ganadora  |
| ABYCINE – Festival Internacional de Cine de Albacete        | Premio Abycine Indie                                | Ganadora  |